# Holly Cairns
Holly Cairns (Cork, 4 de noviembre de 1989) es una política irlandesa que ha sido líder del partido Socialdemócratas desde marzo de 2023. Es Teachta Dála (TD) por el distrito de Cork South-West desde las elecciones generales de 2020. Fue miembro del Consejo del condado de Cork para el área electoral local de Bantry de 2019 a 2020.

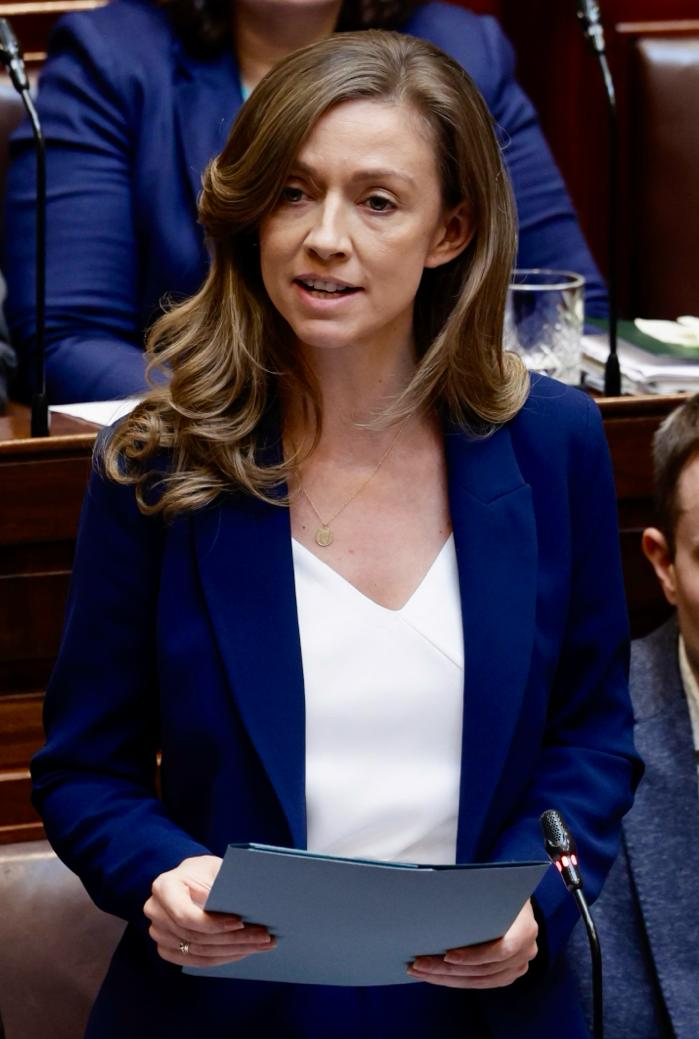
Cairns hablando en el Dáil en 2024

Cairns anunció el 26 de febrero de 2023 que se postularía para líder de los Socialdemócratas. Las nominaciones debían cerrar el 1 de marzo, pero ninguno de los otros diputados dentro del partido decidió presentarse a las elecciones y, como resultado, ella fue anunciada como la nueva líder. Asumió la dirección del partido el 1 de marzo de 2023. Tras su ascenso, reiteró que los socialdemócratas no tienen ningún interés en fusionarse con el Partido Laborista y que la vivienda y la reforma del sistema de salud serían temas prioritarios para los socialdemócratas en cualquier negociación de coalición con cualquier partido. La primera encuesta realizada después de ser elegida líder mostró que el apoyo al partido se había más que duplicado hasta alcanzar el 9%.
Como líder de los Socialdemócratas, Cairns ha expresado su apoyo a Palestina, acusando a Israel de cometer crímenes de guerra contra Palestina y alentando a los líderes occidentales a pedir un alto el fuego. Tras la invasión israelí de la Franja de Gaza en 2023, los Socialdemócratas pidieron la expulsión del embajador israelí en Irlanda, y Cairns calificó de "despreciable" la respuesta de la Unión Europea a la guerra en Gaza.